# 돈숙황귀비
돈숙황귀비 연씨(敦肅皇貴妃 年氏, 1697년 11월 23일 ~ 1725년 12월 27일)는 중국 청나라의 제5대 황제인 옹정제의 후궁이며 청나라 육군 군인 겸 정치가 연갱요 장군의 이복 동생이다.

## 생애
1715년 당시 황자 신분이었던 옹친왕 윤진(훗날 옹정제)의 측실로 간택되었고 그와의 사이에서 3남 1녀를 얻었다. 하지만 모두 요절하게 된다.
1722년 강희제가 붕어하고 옹정제가 보위에 오르자 그녀 또한 귀비로 책봉되었다. 귀비 연씨가 병이 깊어지고, 옹정제는 병이 아주 깊은 연씨에게 매우 비통한 감정을 표시했다. 1725년(옹정 3년) 11월 15일 명을 내려 귀비 연씨를 황귀비로 봉하라고 했다. 3년 후인 1725년(옹정 3년) 11월 23일 황귀비인 연씨가 원명원에서 사망하였고 시호를 돈숙황귀비(敦肃皇贵妃)로 내렸다.

## 가족 관계
- 친정아버지: 연하령 (순무라는 무관 관직을 지냄.)
  - 이복 오빠: 연희요
  - 이복 오빠: 연갱요
  - 남편: 옹정제
    - 4녀(1715-1717)
    - 7남 복의(1720-1721)
    - 8남 화석회친왕 복혜(1721-1728)
    - 9남 복패(1723-1723)

## 같이 보기
- 입팔분공
- 후궁 (중국)